# 누사틍가라짧은코과일박쥐
누사틍가라짧은코과일박쥐(Cynopterus nusatenggara)는 큰박쥐과에 속하는 박쥐의 일종이다. 인도네시아에서 발견된다.

## 아종
3종의 아종이 알려져 있다.
- C. n. nusatenggara
- C. n. sinagai
- C. n. wetarensis